# Chelonus pilosulus
Chelonus pilosulus är en stekelart som beskrevs av Szepligeti 1911. Chelonus pilosulus ingår i släktet Chelonus och familjen bracksteklar. Inga underarter finns listade i Catalogue of Life.